# Isopterygium jamaicense
Isopterygium jamaicense là một loài Rêu trong họ Hypnaceae. Loài này được (E.B. Bartram) W.R. Buck mô tả khoa học đầu tiên năm 1984.